# Khayran Al Muharraq (huyện)
Huyện Khayran Al Muharraq là một huyện thuộc tỉnh Hajjah, Yemen. Đến thời điểm năm 2003, huyện này có dân số 68707 người